# Topobea
Topobea är ett släkte av tvåhjärtbladiga växter. Topobea ingår i familjen Melastomataceae.

## Dottertaxa tillTopobea, i alfabetisk ordning[1]
- Topobea acuminata
- Topobea adscendens
- Topobea albertiae
- Topobea amplifolia
- Topobea andreana
- Topobea anisophylla
- Topobea arboricola
- Topobea asplundii
- Topobea barbata
- Topobea brachyura
- Topobea brenesii
- Topobea brevibractea
- Topobea bullata
- Topobea calcarata
- Topobea caliginosa
- Topobea calophylla
- Topobea calycularis
- Topobea castanedae
- Topobea caudata
- Topobea cordata
- Topobea crassifolia
- Topobea cutucuensis
- Topobea dimorphophylla
- Topobea discolor
- Topobea dodsonorum
- Topobea eplingii
- Topobea ferruginea
- Topobea fragrantissima
- Topobea gerardoana
- Topobea glaberrima
- Topobea glabrescens
- Topobea gracilis
- Topobea hexandra
- Topobea induta
- Topobea inflata
- Topobea intricata
- Topobea killipii
- Topobea lentii
- Topobea longiloba
- Topobea longisepala
- Topobea macbrydei
- Topobea maguirei
- Topobea maurofernandeziana
- Topobea mcphersonii
- Topobea modica
- Topobea mortoniana
- Topobea muricata
- Topobea pascoensis
- Topobea pittieri
- Topobea pluvialis
- Topobea pubescens
- Topobea reducta
- Topobea rhodantha
- Topobea rupicola
- Topobea sessilifolia
- Topobea setosa
- Topobea standleyi
- Topobea stephanochaeta
- Topobea steyermarkii
- Topobea suaveolens
- Topobea subbarbata
- Topobea subscabrula
- Topobea subsessiliflora
- Topobea superba
- Topobea tetramera
- Topobea tetroici
- Topobea toachiensis
- Topobea trianaei
- Topobea watsonii
- Topobea verrucosa